# Georgia White
Pour les articles homonymes, voir White.
Georgia White (1903-1980) est une chanteuse de blues américaine né à Sandersville en Géorgie en 1903 et décédée en 1980.

## Carrière
Dans les années 1920 Georgia White travaille à Chicago, où elle chante dans les clubs. À part une face enregistrée en 1930 pour l'orchestre de Jimmy Noone, sa carrière discographique se déroule réellement de 1935 au début des années 1940. Elle enregistre de nombreuses faces pour le label Decca Records.
Ses chansons sont souvent dans le genre appelé aux États-Unis risqué, c'est-à-dire avec des paroles grivoises à double-sense. Elle quitte le monde musical définitivement en 1959.
Le label Document Records, spécialisé dans le blues ancien, a réédité ses enregistrements.

## Discographie
- Take Me for a Buggy Ride
- Mama Knows What Papa Wants When Papa's Feeling Blue
- Hot Nuts